# Stenoplax floridana
Stenoplax floridana är en blötdjursart som först beskrevs av Henry Augustus Pilsbry 1892.  Stenoplax floridana ingår i släktet Stenoplax och familjen Ischnochitonidae. Inga underarter finns listade i Catalogue of Life.